# Weltmeisterschaften im Gewichtheben 1978
Die 52. Weltmeisterschaften im Gewichtheben der Männer fanden vom 4. bis 8. Oktober 1978 in der US-amerikanischen Stadt Gettysburg, Bundesstaat Pennsylvania, statt. An den von der International Weightlifting Federation (IWF) im Zweikampf (Reißen und Stoßen) ausgetragenen Wettkämpfen nahmen 185 Gewichtheber aus 35 Nationen teil.

## Medaillengewinner

### Männer

#### Klasse bis 52 Kilogramm
| Disziplin | Gold                | Gold     | Silber        | Silber   | Bronze              | Bronze   |
| --------- | ------------------- | -------- | ------------- | -------- | ------------------- | -------- |
| Reißen    | Kanybek Osmonalijew | 105,0 kg | Tadeusz Golik | 105,0 kg | Francisco Casamayor | 102,5 kg |
| Stoßen    | Kanybek Osmonalijew | 135,0 kg | Tadeusz Golik | 132,5 kg | Masamoto Takeuchi   | 130,0 kg |
| Zweikampf | Kanybek Osmonalijew | 240,0 kg | Tadeusz Golik | 237,5 kg | Francisco Casamayor | 230,0 kg |

#### Klasse bis 56 Kilogramm
| Disziplin | Gold          | Gold     | Silber             | Silber   | Bronze          | Bronze   |
| --------- | ------------- | -------- | ------------------ | -------- | --------------- | -------- |
| Reißen    | Daniel Núñez  | 117,5 kg | Marek Seweryn      | 115,0 kg | Stefan Dimitrow | 110,0 kg |
| Stoßen    | Kenkichi Andō | 145,0 kg | Tadeusz Dembończyk | 142,5 kg | Daniel Núñez    | 142,5 kg |
| Zweikampf | Daniel Núñez  | 260,0 kg | Marek Seweryn      | 252,5 kg | Kenkichi Andō   | 252,5 kg |

#### Klasse bis 60 Kilogramm
| Disziplin | Gold               | Gold     | Silber             | Silber   | Bronze             | Bronze   |
| --------- | ------------------ | -------- | ------------------ | -------- | ------------------ | -------- |
| Reißen    | István Lénárt      | 122,5 kg | László Száraz      | 122,5 kg | Tan Hanyong        | 120,0 kg |
| Stoßen    | Takashi Saito      | 157,5 kg | Marek Sachmaciński | 155,0 kg | Nikolai Kolesnikow | 152,5 kg |
| Zweikampf | Nikolai Kolesnikow | 270,0 kg | Takashi Saito      | 267,5 kg | Valentin Todorov   | 267,5 kg |

#### Klasse bis 67,5 Kilogramm
| Disziplin | Gold            | Gold     | Silber             | Silber   | Bronze        | Bronze   |
| --------- | --------------- | -------- | ------------------ | -------- | ------------- | -------- |
| Reißen    | Mario Villalobo | 135,0 kg | Yanko Rusev        | 135,0 kg | Virgil Dociu  | 132,5 kg |
| Stoßen    | Yanko Rusev     | 175,0 kg | Zbigniew Kaczmarek | 172,5 kg | Günter Ambraß | 170,0 kg |
| Zweikampf | Yanko Rusev     | 310,0 kg | Zbigniew Kaczmarek | 302,5 kg | Günter Ambraß | 300,0 kg |

#### Klasse bis 75 Kilogramm
| Disziplin | Gold            | Gold     | Silber            | Silber   | Bronze            | Bronze   |
| --------- | --------------- | -------- | ----------------- | -------- | ----------------- | -------- |
| Reißen    | Roberto Urrutia | 155,0 kg | Julio Echenique   | 147,5 kg | Wartan Militosjan | 147,5 kg |
| Stoßen    | Roberto Urrutia | 192,5 kg | Peter Wenzel      | 190,0 kg | Wartan Militosjan | 190,0 kg |
| Zweikampf | Roberto Urrutia | 347,5 kg | Wartan Militosjan | 337,5 kg | Peter Wenzel      | 335,0 kg |

#### Klasse bis 82,5 Kilogramm
| Disziplin | Gold            | Gold     | Silber        | Silber   | Bronze           | Bronze   |
| --------- | --------------- | -------- | ------------- | -------- | ---------------- | -------- |
| Reißen    | Jurik Wardanjan | 170,0 kg | Péter Baczakó | 157,5 kg | Paweł Rabczewski | 150,0 kg |
| Stoßen    | Jurik Wardanjan | 207,5 kg | Daniel Zayas  | 195,0 kg | Péter Baczakó    | 195,0 kg |
| Zweikampf | Jurik Wardanjan | 377,5 kg | Péter Baczakó | 352,5 kg | Paweł Rabczewski | 345,0 kg |

#### Klasse bis 90 Kilogramm
| Disziplin | Gold          | Gold     | Silber            | Silber   | Bronze            | Bronze   |
| --------- | ------------- | -------- | ----------------- | -------- | ----------------- | -------- |
| Reißen    | Andon Nikolov | 170,0 kg | György Rehus-Uzor | 165,0 kg | Ferenc Antalovics | 165,0 kg |
| Stoßen    | Rolf Milser   | 215,0 kg | Gennadi Bessonow  | 210,0 kg | Ferenc Antalovics | 202,5 kg |
| Zweikampf | Rolf Milser   | 377,5 kg | Gennadi Bessonow  | 375,0 kg | Ferenc Antalovics | 367,5 kg |

#### Klasse bis 100 Kilogramm
| Disziplin | Gold            | Gold     | Silber          | Silber   | Bronze         | Bronze   |
| --------- | --------------- | -------- | --------------- | -------- | -------------- | -------- |
| Reißen    | Sergei Arakelow | 172,5 kg | David Rigert    | 170,0 kg | Manfred Funke  | 167,5 kg |
| Stoßen    | David Rigert    | 220,0 kg | Sergei Arakelow | 217,5 kg | Anton Baraniak | 205,0 kg |
| Zweikampf | David Rigert    | 390,0 kg | Sergei Arakelow | 390,0 kg | Manfred Funke  | 367,5 kg |

#### Klasse bis 110 Kilogramm
| Disziplin | Gold         | Gold     | Silber        | Silber   | Bronze        | Bronze   |
| --------- | ------------ | -------- | ------------- | -------- | ------------- | -------- |
| Reißen    | Leif Nilsson | 175,0 kg | Juri Saizew   | 172,5 kg | Jürgen Ciezki | 170,0 kg |
| Stoßen    | Juri Saizew  | 230,0 kg | Jürgen Ciezki | 215,0 kg | György Szalai | 210,0 kg |
| Zweikampf | Juri Saizew  | 402,5 kg | Jürgen Ciezki | 385,0 kg | Leif Nilsson  | 385,0 kg |

#### Klasse über 110 Kilogramm
| Disziplin | Gold             | Gold     | Silber            | Silber   | Bronze           | Bronze   |
| --------- | ---------------- | -------- | ----------------- | -------- | ---------------- | -------- |
| Reißen    | Sultan Rachmanow | 187,5 kg | Christo Plaschkow | 187,5 kg | Jürgen Heuser    | 185,0 kg |
| Stoßen    | Gerd Bonk        | 235,0 kg | Jürgen Heuser     | 232,5 kg | Sultan Rachmanow | 230,0 kg |
| Zweikampf | Jürgen Heuser    | 417,5 kg | Sultan Rachmanow  | 417,5 kg | Gerd Bonk        | 410,0 kg |